# Latvijas Krājbanka
Latvijas Krājbanka (łot. Łotewski Bank Oszczędnościowy) – dawny łotewski bank działający w latach 1924–2011. Jego głównymi właścicielami byli litewski bank Snoras (który również zbankrutował w 2011) i rosyjski biznesmen Władimir Antonow.